# Margaromma obscura
Margaromma obscura är en spindelart som först beskrevs av Eugen von Keyserling 1882.  Margaromma obscura ingår i släktet Margaromma och familjen hoppspindlar. Inga underarter finns listade i Catalogue of Life.